# Caen-10 (tổng)
Tổng Caen-10 là một tổng thuộc tỉnh Calvados trong vùng Normandie.
Tổng này được tổ chức xung quanh Caen ở quận Caen. Độ cao khu vực này dao động từ 2 m (Caen) đến 73 m (Caen) với độ cao trung bình 19 m.

## Hành chính
| Danh sách các ủy viên                  |           |               |      |               |
| Giai đoạn                              | Giai đoạn | Tên           | Đảng | Tư cách       |
| 2001                                   | actuel    | Raymond Slama | PS   | Thị trưởngIfs |
| Tất cả các dữ liệu trước đây không rõ. |           |               |      |               |

## Các đơn vị trực thuộc
| Xã                 | Dân số      | Mã bưu chính | Mã insee |
| ------------------ | ----------- | ------------ | -------- |
| Caen               | 113 987 (1) | 14000        | 14118    |
| Cormelles-le-Royal | 4 599       | 14123        | 14181    |
| Ifs                | 9 208       | 14123        | 14341    |

(1) một phần của xã.